# Alto Paraguai
Pour les articles homonymes, voir Alto (toponyme).
Alto Paraguai est une municipalité brésilienne située dans l'État du Mato Grosso.